# Azilia histrio
Azilia histrio là một loài nhện trong họ Tetragnathidae.
Loài này thuộc chi Azilia. Azilia histrio được Eugène Simon miêu tả năm 1895.